# Федяков, Сергей Михайлович
Сергей Михайлович Федяков (1920—2009) — советский лётчик штурмовой авиации, участник Великой Отечественной войны, Герой Советского Союза (1944). Капитан. 

## Биография
Сергей Федяков родился 8 ноября 1920 года в селе Екатериновка (ныне — Безенчукский район Самарской области). После окончания восьми классов школы и школы фабрично-заводского ученичества работал токарем на заводе, параллельно с работой занимался в аэроклубе. 
В 1940 году Федяков был призван на службу в Рабоче-крестьянскую Красную Армию. В 1941 году он окончил Энгельсскую военную авиационную школу пилотов. С осени 1942 года — на фронтах Великой Отечественной войны.
К марту 1944 года старший лейтенант Сергей Федяков был заместителем командира эскадрильи 872-го штурмового авиаполка 281-й штурмовой авиадивизии 13-й воздушной армии Ленинградского фронта. К тому времени он совершил 105 боевых вылетов на штурмовку скоплений боевой техники и живой силы противника, нанеся ему большие потери. В боях был ранен, при падении своего самолёта получил тяжёлую травму и контузию.
Указом Президиума Верховного Совета СССР от 19 августа 1944 года за «мужество и героизм, проявленные на фронте борьбы с немецкими захватчиками», старший лейтенант Сергей Федяков был удостоен высокого звания Героя Советского Союза с вручением ордена Ленина и медали «Золотая Звезда» за номером 4477.
После окончания войны Федяков продолжил службу в Советской Армии. В 1946 году был уволен в запас, жил в Ленинграде и работал в пожарной охране МВД СССР. В 1951 году его вновь призвали на службу в Вооружённые Силы СССР. В 1960 году капитан С. М. Федяков был уволен в запас. Проживал и работал в Санкт-Петербурге. Скончался 4 января 2009 года, похоронен на Никольском кладбище Александро-Невской лавры в Санкт-Петербурге.

Могила С. М. Федякова на Никольском кладбище Александро-Невской лавры в Санкт-Петербурге.

## Награды
- Герой Советского Союза (19.08.1944)
- Орден Ленина (19.08.1944)
- Два ордена Красного Знамени (29.04.1943, 9.11.1943)
- Орден Александра Невского (29.06.1944)
- Орден Отечественной войны 1-й степени (11.03.1985)
- Два ордена Красной Звезды (19.02.1943, 30.12.1956)
- Медаль «За боевые заслуги» (20.03.1952)
- Медаль «За оборону Ленинграда» (1943)
- Ряд других медалей[1]